# Equacions de Kolmogorov
En la teoria de la probabilitat, les equacions de Kolmogorov, incloses les equacions directes de Kolmogorov i les equacions cap enrere de Kolmogorov, caracteritzen els processos de Màrkov en temps continu. En particular, descriuen com la probabilitat d'un procés de Màrkov de temps continu en un estat determinat canvia amb el temps.

## Processos de difusió vs. processos de salt
Escrivint el 1931, Andrei Kolmogorov va partir de la teoria dels processos de Màrkov en temps discret, que es descriuen per l'equació de Chapman-Kolmogorov, i va intentar derivar una teoria dels processos de Màrkov en temps continu ampliant aquesta equació. Va trobar que hi ha dos tipus de processos de Màrkov en temps continu, depenent del comportament assumit durant petits intervals de temps:
Si suposeu que "en un petit interval de temps hi ha una probabilitat aclaparadora que l'estat es mantingui sense canvis; tanmateix, si canvia, el canvi pot ser radical", llavors us conduïm al que s'anomenen processos de salt.
L'altre cas condueix a processos com els "representats per difusió i pel moviment brownià ; allà és segur que es produirà algun canvi en qualsevol interval de temps, per petit que sigui; només, aquí és segur que els canvis durant intervals de temps petits seran també petit".
Per a cadascun d'aquests dos tipus de processos, Kolmogorov va derivar un sistema d'equacions cap endavant i un cap enrere (quatre en total).

## Història
Les equacions reben el nom d'Andrei Kolmogorov ja que es van destacar en el seu treball fundacional de 1931.
William Feller, el 1949, va utilitzar els noms "equació cap endavant" i "equació cap enrere" per a la seva versió més general de la parella de Kolmogorov, tant en els processos de salt com de difusió. Molt més tard, el 1956, es va referir a les equacions per al procés de salt com a "equacions cap endavant de Kolmogorov" i "equacions cap enrere de Kolmogorov".
Altres autors, com Motoo Kimura, es van referir a l'equació de difusió (Fokker–Planck) com a equació directa de Kolmogorov, un nom que ha persistit.

## El vessant modern
- En el context d'un procés de Màrkov de temps continu amb salts, vegeu equacions de Kolmogorov (procés de salt de Màrkov). En particular, en ciències naturals l'equació directa també es coneix com a equació mestra.
- En el context d'un procés de difusió, per a les equacions de Kolmogorov endarrerides vegeu equacions endarrerides de Kolmogorov (difusió). L'equació de Kolmogorov avançada també es coneix com a equació de Fokker-Planck.

## Cadenes de Màrkov de temps continu
La derivació original de les equacions de Kolmogorov comença amb l'equació de Chapman-Kolmogorov (Kolmogorov la va anomenar equació fonamental) per a processos de Màrkov diferenciables i continus en el temps en un espai d'estats finit i discret. En aquesta formulació, s'assumeix que les probabilitats {\displaystyle P(x,s;y,t)} són funcions contínues i diferenciables de {\displaystyle t>s}, on {\displaystyle x,y\in \Omega } (l'espai estatal) i {\displaystyle t>s,t,s\in \mathbb {R} _{\geq 0}} són els temps final i inicial, respectivament. A més, s'assumeixen propietats límit adequades per a les derivades. Feller deriva les equacions en condicions lleugerament diferents, començant pel concepte de procés de Màrkov purament discontinu i després formulant-les per a espais d'estats més generals. Feller demostra l'existència de solucions de caràcter probabilístic per a les equacions directes de Kolmogorov i les equacions cap enrere de Kolmogorov en condicions naturals.
Per al cas d'un espai d'estats comptable posem {\displaystyle i,j} en lloc de {\displaystyle x,y}. Es llegeixen les equacions directes de Kolmogorov
{\displaystyle {\frac {\partial P_{ij}}{\partial t}}(s;t)=\sum _{k}P_{ik}(s;t)A_{kj}(t)}
on {\displaystyle A(t)} és la matriu de velocitat de transició (també coneguda com a matriu del generador),
mentre que les equacions endarrerides de Kolmogorov ho són
{\displaystyle {\frac {\partial P_{ij}}{\partial s}}(s;t)=-\sum _{k}P_{kj}(s;t)A_{ik}(s)}
Les funcions {\displaystyle P_{ij}(s;t)} són continus i diferenciables en ambdós arguments temporals. Representen la probabilitat que el sistema que estava en estat {\displaystyle i} a l'hora {\displaystyle s} salta a l'estat {\displaystyle j} en algun moment posterior {\displaystyle t>s}. Les quantitats contínues {\displaystyle A_{ij}(t)} satisfer
{\displaystyle A_{ij}(t)=\left[{\frac {\partial P_{ij}}{\partial u}}(t;u)\right]_{u=t},\quad A_{jk}(t)\geq 0,\ j\neq k,\quad \sum _{k}A_{jk}(t)=0.}